# Middletown, Kentucky
Middletown är en stad i Jefferson County i Kentucky. Vid 2020 års folkräkning hade Middletown 9 706 invånare.